# Sferocitosi ereditaria
Per  sferocitosi ereditaria  o ittero emolitico di Minkowski e Chauffard, in campo medico, si intende un disordine emolitico di carattere ereditario (può essere autosomico dominante o recessivo in base alla proteina coinvolta). Tale patologia è stata descritta per la prima volta dai medici di origine belga Vanlair e Masius attorno al 1870.
È caratterizzata da alterazioni nella morfologia degli eritrociti, secondarie a difetti nella membrana degli stessi, che assumono forma sferoidale. 
Il cambiamento in forma degli eritrociti comporta una sproporzione fra l'area superficiale ed il contenuto intracellulare, determinando una minore flessibilità. Quest'ultima è un fattore necessario per passare attraverso il microcircolo splenico ove gli eritrociti così alterati subiscono emolisi extravasale.

## Epidemiologia
Colpisce prevalentemente la popolazione bianca, senza avere preferenze in fatto di età o di sesso, colpendo 1 persona ogni 5000, diventando l'anemia ereditaria più frequente nella popolazione bianca.

## Sintomatologia
I sintomi e i segni clinici presentano anemia emolitica cronica ipercromica, subittero, splenomegalia, ulcere malleolari, dolore addominale, febbre e alterazione congenite scheletriche, in seguito molti di queste persone svilupperanno dei calcoli biliari pigmentati dovuti all'emolisi extravascolare.

## Eziologia
La causa scatenante non è ancora certa, vi sono studi che affrontano l'idea di un deficit a livello proteico, della spectrina, il difetto riscontrato più frequentemente nell'individuo dove si manifesta tale patologia, che dopo una serie di conseguenze si assisterebbe alla destabilizzazione dello strato bilipidico. In altri studi è l'anchirina la proteina coinvolta; essa impedirebbe all'altra proteina di funzionare correttamente. Altre proteine coinvolte sarebbero la banda 3 e la proteina 4.2.
Le membrane plasmatiche degli eritrociti sono 3 volte più permeabili al Na+ rispetto agli eritrociti degli individui sani. I livelli di Na+,K+-ATPasi sono elevati . Quando i globuli rossi delle persone affette da questa patologia hanno abbastanza glucosio da poter avere livelli normali di ATP lo ione sodio viene tranquillamente espulso alla stessa velocità con cui entra nella cellula, per cui l'eritrocita viene a trovarsi in una soluzione isotonica quindi le dimensioni e la forma sono normali. Il problema si presenta quando i globuli rossi entrano nei seni venosi della milza, dove la concentrazione di glucosio è più bassa per cui la concentrazione di ATP si riduce e quindi il Na+ non può più essere pompato fuori dalla Na+,k+-ATPasi alla stessa velocità con cui entra; quindi qui i globuli rossi si gonfiano , diventando più suscettibili alla distruzione da parte dei macrofagi splenici ed alla lisi osmotica da fragilità di membrana.

## Indici di laboratorio
- sferociti privi dell'area centrale pallida;
- aumento del MCHC, dovuto alla disidratazione cellulare associata a perdita di ioni K+, acqua e parte della membrana plasmatica;
- eritrociti con maggiore sensibilità alla lisi osmotica indotta con soluzioni saline ipotoniche;

## Terapie
Il trattamento prevede, oltre alla trasfusione di sangue se si rendesse necessario, la splenectomia che deve comunque avvenire dopo i 3 anni e dopo le vaccinazioni per Haemophilus influenzae, Streptococcus pneumoniae e Neisseria meningitidis.

### Prognosi
La prognosi cambia a seconda dell'età dell'individuo in cui si manifesta; risulta buona se il soggetto è adulto, ma con decorso più marcato e pericoloso qualora il soggetto coinvolto sia in età infantile.